# 吉夫里
吉夫里（法語：Guivry，法語發音：[ɡivʁi]）是法国上法蘭西大區埃纳省的一个市镇，属于拉昂区。

## 地理
吉夫里（49°38'48"N, 3°7'9"E）面积7.15 平方千米，位于法国上法蘭西大區埃纳省，该省份为法国北部内陆省份，北起北部省，西接索姆省和瓦兹省，东临阿登省和马恩省，西南至塞纳-马恩省，东北部与比利时接壤。
与吉夫里接壤的市镇（或旧市镇、城区）包括：博蒙昂贝讷、贝唐库尔昂沃、卡尤埃勒-克雷皮尼、科芒雄、于尼勒盖、博日苏布瓦、吉斯卡尔、维勒塞尔沃。

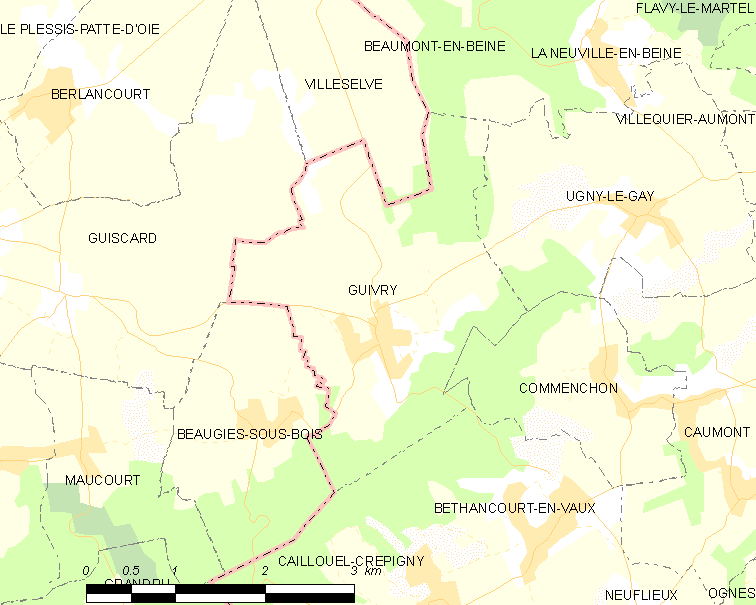
吉夫里的OSM定位图

吉夫里的时区为UTC+01:00、UTC+02:00（夏令时）。

## 行政
吉夫里的邮政编码为02300，INSEE市镇编码为02362。

## 政治
吉夫里所属的省级选区为绍尼县。

## 人口

1962-2008年间吉夫里人口变化图示

吉夫里于2022年1月1日时的人口数量为239人。